# Ainoa Campo
Ainoa Campo Franco (Palencia, 17 giugno 1996) è una calciatrice spagnola, centrocampista dell'Espanyol.